# Heinz Macher
Heinz Macher (Chemnitz, 31 dicembre 1919 – Schenefeld, 21 dicembre 2001) è stato un militare tedesco delle Waffen-SS e ufficiale nazista durante la seconda guerra mondiale. Fu il secondo assistente personale del Reichsführer-SS Heinrich Himmler.

## Biografia
Macher nacque nella città di Chemnitz nel 1919. Si arruolò nelle SS nel 1937 (nº 311752) e fu aggregato al Reggimento SS "Deutschland". Nel 1943 ricevette la Croce di Cavaliere della Croce di Ferro per il valore dimostrato in combattimento sul fronte orientale. Nel 1944 fu insignito della Croce di Cavaliere della Croce di Ferro con Foglie di Quercia e fu promosso al rango di SS-Obersturmführer.
Nel 1944 fu nominato secondo assistente di Heinrich Himmler, seguito da Werner Grothmann. Il 31 marzo 1945, Macher guidò un gruppo di 15 specialisti delle SS che ricevettero da Himmler l'ordine di far saltare in aria il castello delle SS di Wewelsburg per garantirsi che gli archivi più importanti non cadessero in mano Alleata. Quel giorno, dopo che Macher aveva informato i vigili del fuoco locali, la torre sud-est, la meno importante, fu fatta saltare in aria ma, a causa della mancanza di esplosivo, non fu possibile demolire il resto del complesso. Macher ordinò ai pompieri di non spegnere l'incendio, in modo che la maggior parte del complesso fosse comunque distrutto. Macher fu anche incaricato di seppellire i tesori del castello, tra cui gli oltre 9.000 anelli SS-Ehrenring custoditi in una teca per commemorare gli uomini delle SS caduti in azione. Questi cimeli non furono mai ritrovati.
Negli ultimi giorni di guerra, Himmler, Macher e Grothmann si recarono da Lubecca a Flensburg, dove Himmler offrì i suoi servizi come secondo in comando al nuovo governo provvisorio guidato da Karl Dönitz, successore di Adolf Hitler. Dönitz respinse ripetutamente le offerte di Himmler e avviò negoziati di pace con gli Alleati. Licenziato dai suoi incarichi e indesiderato dai suoi ex colleghi, Himmler tentò di nascondersi, grazie anche a un libretto paga contraffatto a nome del sergente Heinrich Hitzinger della Geheime Feldpolizei. Ciò si sarebbe rivelato un errore, poiché i membri di questa organizzazione erano ricercati dalle forze di occupazione. Grothmann e Macher erano entrambi vestiti come soldati semplici dell'esercito.
Grothmann, Himmler e Macher furono fermati a un posto di blocco, istituito il 21 maggio da un gruppo di ex prigionieri di guerra sovietici e arrestati. I tre uomini furono portati in una caserma a Lüneburg il 23 maggio. Durante l'interrogatorio, Himmler ammise la sua reale identità e quindi fu portato al quartier generale della Seconda Armata britannica. Durante una visita medica, Himmler si suicidò con una pillola di cianuro nascosta. Dopo il suicidio di Himmler, Macher e Grothmann furono arrestati.
Macher apparve pubblicamente nell'aprile 1966, insieme ad altri ex ufficiali delle SS, al funerale di Josef Dietrich, mostrando le medaglie del defunto leader delle SS. Morì il 21 dicembre 2001 a Schenefeld.